# ديبورتيفو وانكا
ديبورتيفو وانكا (بالإسبانية: Club Deportivo Wanka)‏ هو نادي كرة قدم بيروفي تأسس في 1996، ويلعب في كوبا بيرو ‏.